# Krones
A Krones AG é líder mundial no fornecimento de linhas de engarrafamento para bebidas, produtos farmacêuticos, cosméticos, assim como produtos químicos em garrafas de plástico, vidro e latas. Com as suas máquinas, a Krones AG cobre todo o processo de produção, engarrafamentos, embalagem e integra ainda por completo todos os sistemas de TI necessários.
A Krones AG realiza também projetos completos para fábricas da indústria de bebidas, sendo a única fabricante de máquinas para bebidas a possuir um sistema de reciclagem de garrafas PET que permite a reutilização destas rPET (PET reciclado) no sector de alimentos.
Na fabricação de garrafas PET, a empresa dedica atenção especial para a economia de material PET, tendo conquistado em 2008 o prêmio do Instituto Alemão de Embalagem (Deutscher Verpackungspreis) na categoria “embalagens de venda” com a garrafa PET para água sem gás de apenas 6,6 gramas, a mais leve do mercado atualmente.
O programa de sustentabilidade “enviro” é um padrão próprio da Krones para a concepção de máquinas e sistemas com eficiência energética. O usuário recebe a documentação dos valores de consumo através de um certificado da TÜV (organização certificadora alemã).

## Dados da empresa
A sede do grupo é em Neutraubling, perto de Regensburg. A empresa emprega um total de 12.285 trabalhadores, dos quais 9.098 na Alemanha..
Máquinas e sistemas novos são produzidos exclusivamente nas fábricas alemãs em Neutraubling, Nittenau, Flensburg, Frisinga e Rosenheim. A empresa, voltada para mercados internacionais, realiza mais de 80% das suas vendas no estrangeiro e está representada em todo o mundo por meio de 40 sucursais.
Sucursais:
- KIC Krones GmbH (adesivos de alta tecnologia para rótulos e embalagens cartonadas, bem como insumos de produção), Neutraubling, Alemanha.
- KOSME S.R.L. (máquinas de engarrafamento e embalagem para pequenas e médias empresas), Roverbella, Itália.

Em 2013 a Krones AG aumentou o seu número de patentes para mais de 3.150.

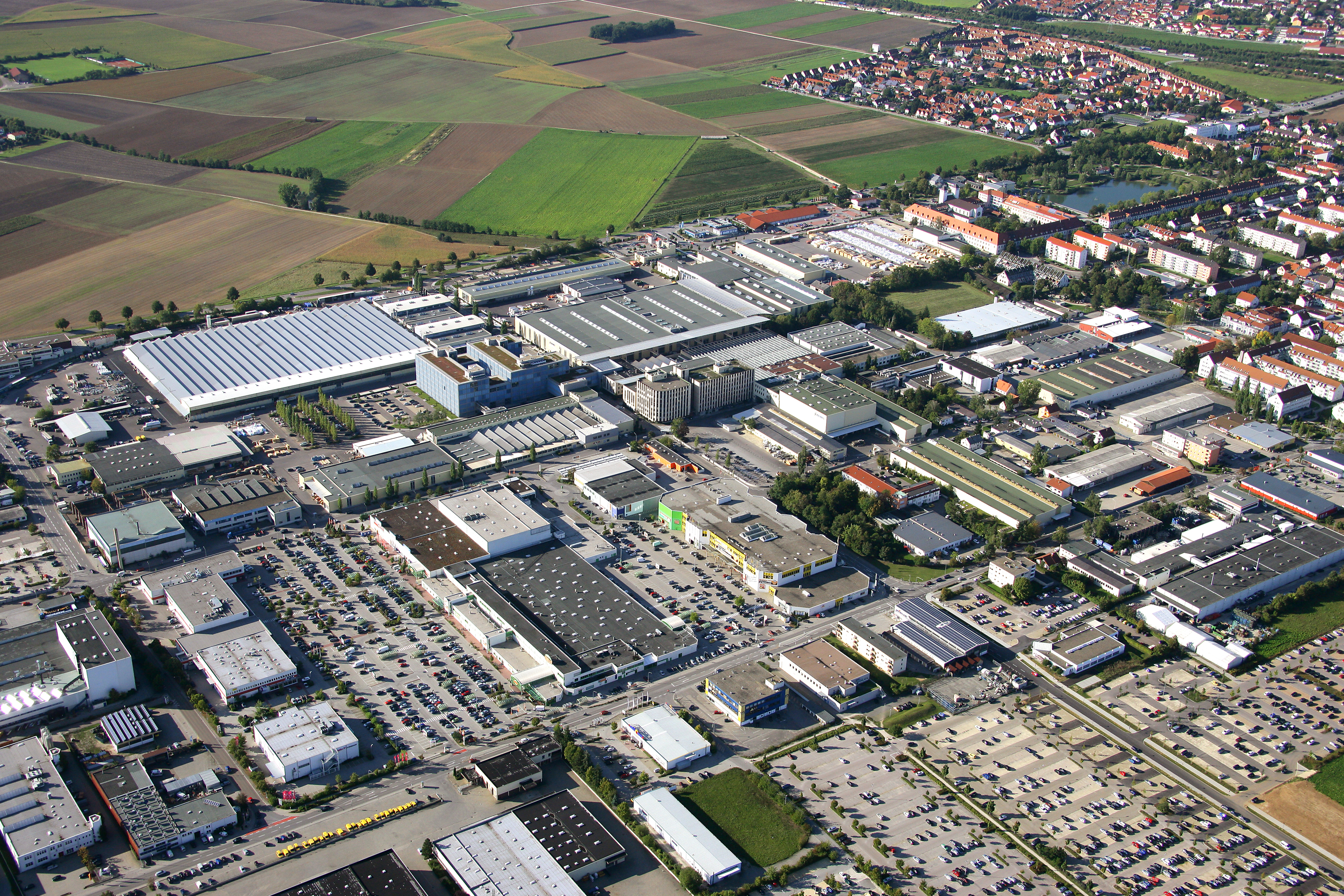
Usina de produção Krones AG em Neutraubling

## História
O desenvolvimento da Krones está intimamente ligado ao início de novos tempos na Alemanha após a Segunda Guerra Mundial. Em 1951, Hermann Kronseder, pai do atual presidente do Conselho Diretivo, começou a fabricar rotuladoras semi-automáticas em Neutraubling, seguindo seus próprios desenhos/projetos. Devido ao êxito contínuo, o programa de máquinas foi, a partir dos anos 1960, ampliado para embaladoras e enchedoras. Em 1980, a empresa converteu-se na sociedade anônima atual Krones AG. A fim de oferecer uma gama completa de máquinas para o setor de bebidas, foram compradas as seguintes empresas:
- 1983: Anton Steinecker Maschinenfabrik (construção de salas de fermentação), Frisinga, Alemanha.
- 1988: Zierk Maschinenbau GmbH (lavadoras de garrafas), Flensburgo, Alemanha.
- 1998: Max Kettner GmbH (encaixotadoras, embaladoras e paletizadoras), Rosenheim, Alemanha.
- 2000: Sander Hansen A/S (sistemas de pasteurização), Brøndby, Dinamarca.

### Desenvolvimento desde 1997
- 1997 Início da produção de sopradoras para a fabricação de garrafas PET.
- 2000 Fornecimento da primeira planta para enchimento asséptico de bebidas sensíveis[9].
- 2002 Construção da primeira planta de reciclagem de PET para o tratamento de garrafas PET e sua reutilização como matéria-prima apta para o contato com alimentos.
- 2005 Ampliação da tecnologia de enchimento asséptica pelo processo de esterilização úmida com peróxido de hidrogênio (H2O2). Até então a Krones oferecia unicamente a esterilização com ácido peracético (PES). A partir desta data, a Krones passou a ser a única empresa a oferecer ambas as técnicas.
- 2009 Início da produção de máquinas para tratamento de água nomeado Hydronomic.
- 2010 Lançamento da marca ProShape[10] – um método para a fabricação de recipientes de plástico ovais e assimétricos[11].
- 2010    Apresentação do novo sistema de aquecimento "FlexWave" para pré-formas. Feito à base da tecnologia de microondas, o sistema economiza energia na produção de garrafas PET.[12]
- 2011 Introdução de LitePac[13], uma variante de embalamento para bebidas completamente nova: as paletes das garrafas PET são equipadas com uma fita de aço e uma alça; desta forma, é possível reduzir em 75% o lixo produzido em comparação com as paletes que são embaladas com plástico[14].

## Estrutura da empresa

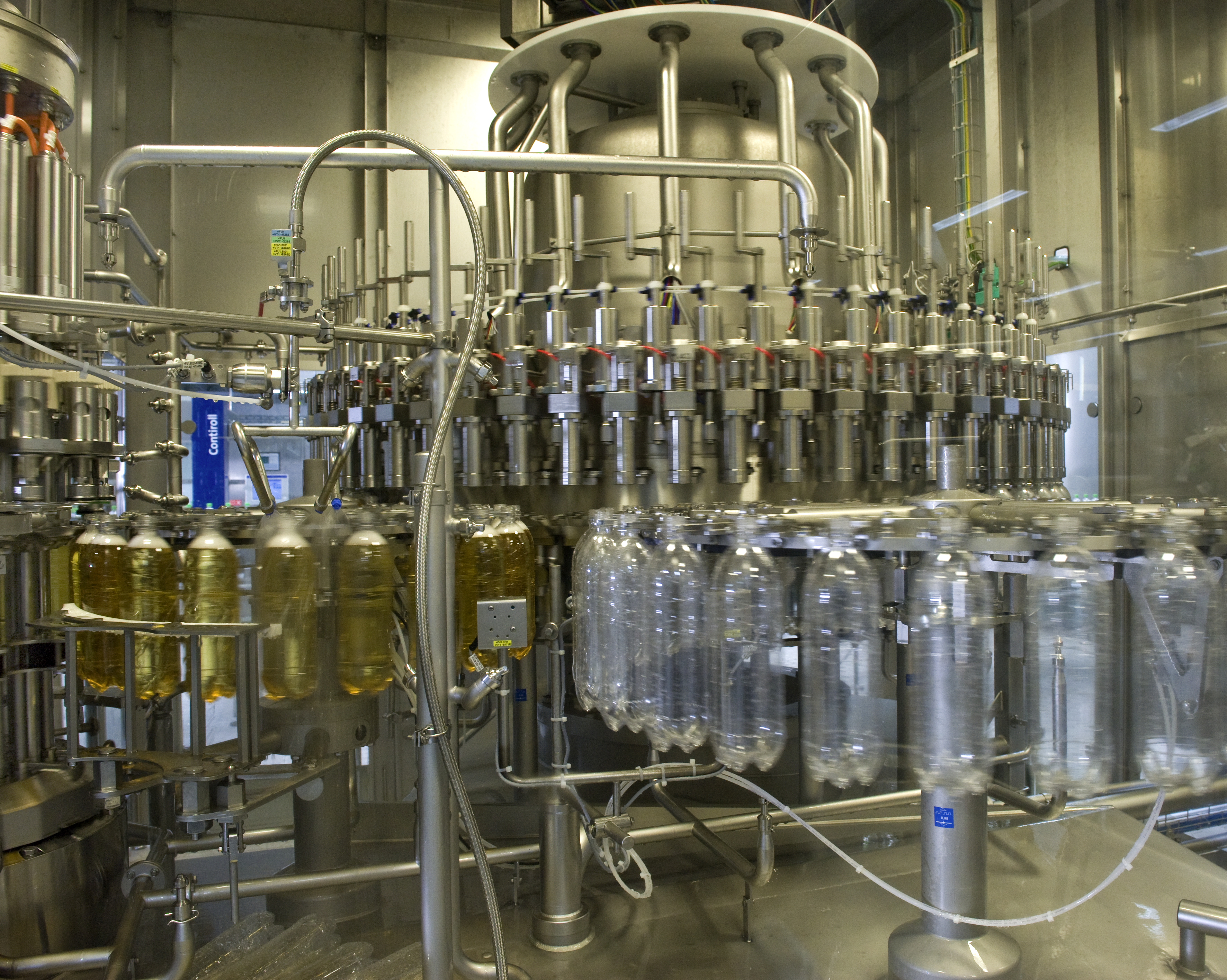
Enchedor de garrafas PET

### Tecnologia em plásticos
O principal produto deste setor são as máquinas para moldagem por sopro, com uma produção de 12.800 até 80.000 garrafas/hora, para a produção de garrafas PET de até 3 litros. O sistema de reciclagem de PET tem como base um processo de lavagem de flocos de PET, com um controle de temperatura gradual e descontaminação.

### Tecnologia de engarrafamento e embalagem

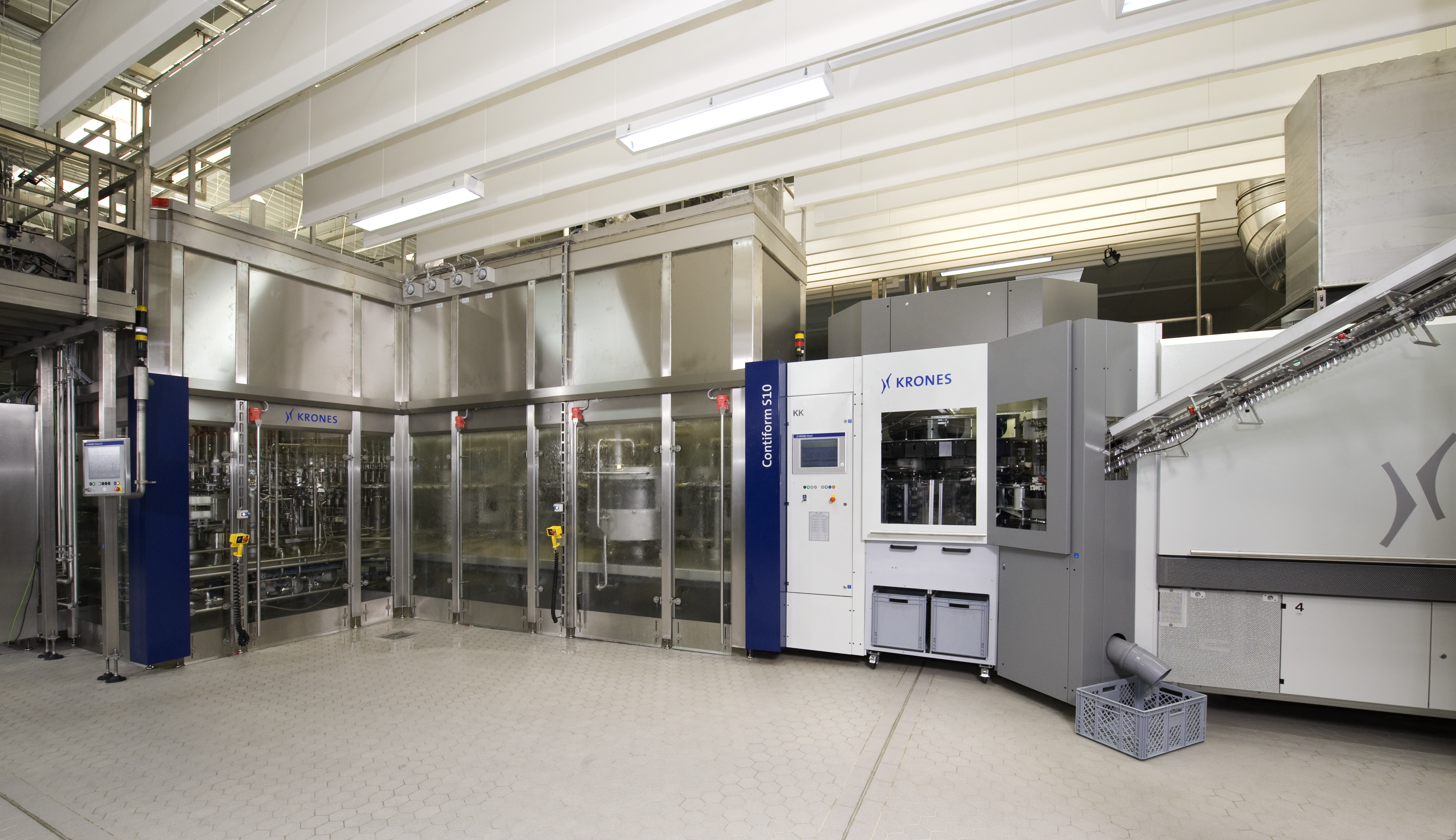
Stretch (direita)e enchedor (esquerda) em um mesmo bloco sem transportadores intermediários

O foco deste segmento é voltado para as máquinas de limpeza, enchimento e capsulagem, em um conceito de concentricidade. Desta forma, a Krones AG distingue-se de outros fabricantes que só usam sistemas lineares, visto que somente máquinas concêntricas são adequadas para trabalhos de alta performance, com produção de até 60.000 garrafas/hora ou 100.000 latas/hora. Essas máquinas permitem também um sistema de enchimento asséptico para as bebidas com um grau de pH elevado (>4,5). Neste caso, é feita uma desinfecção dos recipientes e das cápsulas com PES (ácido peracético) ou H2O2 (peróxido de hidrogênio). A Krones oferece um sistema de limpeza Cleaning in Place para instalações de manuseio de recipientes e engarrafamento. Com as máquinas de limpeza, inspecção e controle de garrafas e recipientes, assim como máquinas de rotulagem, ficam cobertas todas as demais etapas de trabalho na produção de bebidas. As máquinas de embalamento e paletização completam o portfólio de produtos da Krones AG.

### Tecnologia de processos

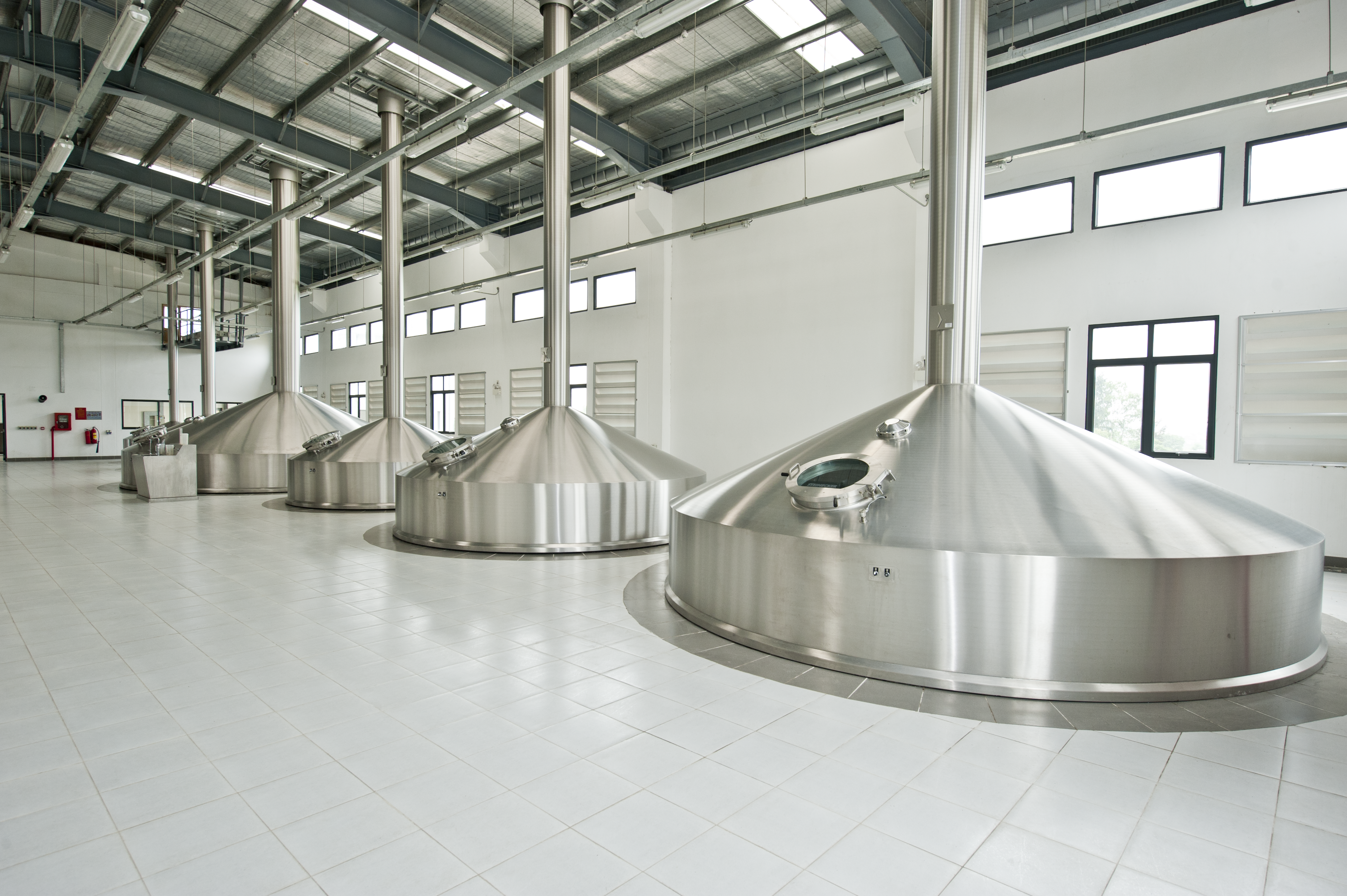
Fabricação de cerveja

Com instalações para produção de cerveja, incluindo equipamentos de fermentação, armazenamento e os dispositivos de alimentação associados ao sistema, a Krones AG fornece o equipamento completo para as cervejarias. Para os produtores de refrigerantes, a Krones AG oferece equipamentos de carbonatação, mistura e espaços próprios para o xarope. Para a conservação das bebidas são usados sistemas de pasteurização ou sistemas de alto aquecimento. A tecnologia de válvulas de produção (própria da Krones AG) é integrada para ambas as indústrias.

### Tecnologia da informação e fluxo de materiais
O gerenciamento do processo de produção, bem como a utilização de dados já disponíveis em sistemas integrados de gestão empresarial já utilizados pelo cliente, bem como outros produtos de TI complementam a gama de produtos da Krones AG. Com sistemas de logística próprios para matérias-primas, materiais excipientes e demais insumos de produção, a Krones cobre todo o fornecimento e entrega de material para a produção. Para tal são utilizados sistemas de armazenamento em bloco ou de depósito de estantes, que são integrados aos sistemas de TI desenvolvidos sob medida pela Krones.
Em janeiro de 2013 a empresa divulgou o fim de suas atividades no ramo de fluxo de materiais e que novos projetos seriam futuramente executados pela firma Klug GmbH em Teunz, cujos 26% das ações pertenciam à Krones. A partir de 01/07/2014, as atividades da firma Klug GmbH foram assumidas em 100% pelo grupo austríaco TGW Logistics após sua declaração de insolvência em 24/04/2014. Durante o processo de negociação, a Krones fez uma oferta e apresentou sugestões para um novo conceito, mas a adjudicação se deu em favor do Grupo TGW Logistics. A Krones AG deu como perdido o montante de 5 milhões de Euros investidos em Janeiro de 2013.